# Gonomyia longiradialis
Gonomyia longiradialis är en tvåvingeart som beskrevs av Alexander 1930. Gonomyia longiradialis ingår i släktet Gonomyia och familjen småharkrankar. Inga underarter finns listade i Catalogue of Life.